# Lean Into It
Lean into It är rockbandet Mr. Bigs andra album, utgivet 1991. Det innehåller låten "To Be With You" som var Mr. Bigs första och enda låt att nå Billboard Hot 100:s första placering. Andrasingeln "Just Take My Heart" nådde plats 16, bandets enda övriga topp 40-hit.

## Låtlista
1. "Daddy, Brother, Lover, Little Boy (The Electric Drill Song)" - 3:54
2. "Alive and Kickin'" - 5:28
3. "Green-Tinted Sixties Mind" - 3:30
4. "CDFF-Lucky This Time" - 4:10
5. "Voodoo Kiss" - 4:07
6. "Never Say Never" - 3:48
7. "Just Take My Heart" - 4:21
8. "My Kinda Woman" - 4:09
9. "A Little Too Loose" - 5:21
10. "Road to Ruin" - 3:54
11. "To Be With You" - 3:27